# Mellrichstadt
Mellrichstadt è un comune tedesco di 6 040 abitanti, situato nel land della Baviera.